# Kapelle Heilig Kreuz (Grasleiten)

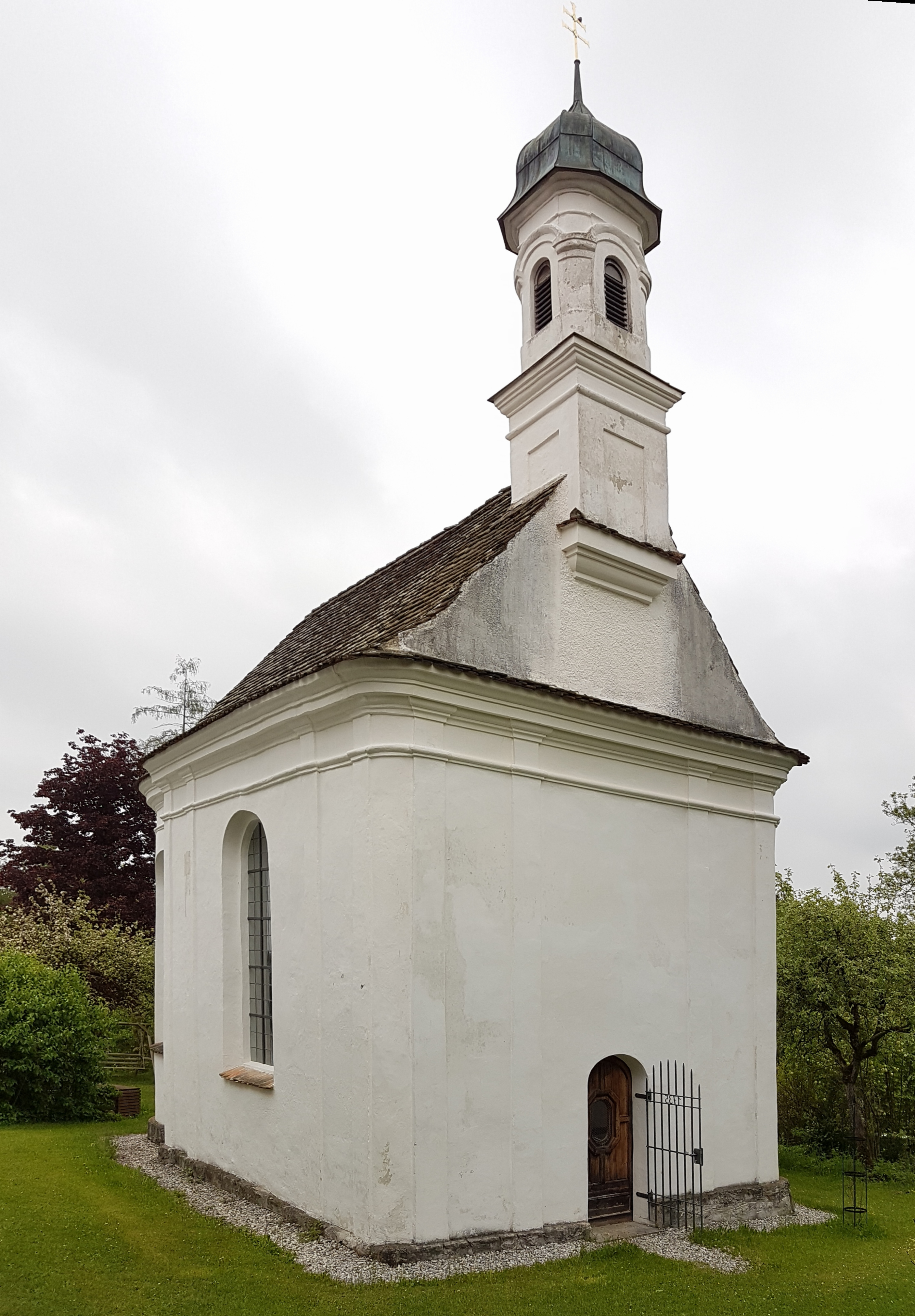
Westfassade

Die römisch-katholische Kapelle Heilig Kreuz im Huglfinger Ortsteil Grasleiten im oberbayerischen Landkreis Weilheim-Schongau wurde 1735 für das dortige Gut Grasleiten als Hofkapelle errichtet. Das Gotteshaus steht unter Denkmalschutz und befindet sich wenige Meter südlich des Herrenhauses.

## Geschichte
Die Kapelle wurde 1735 nach Plänen von Joseph Schmuzer erbaut, der auch an der Ausführung beteiligt war. Bauherr war der Inhaber der damaligen Klosterschwaige Grasleiten, der Propst des Augustiner-Chorherrenstifts Polling, Patritius Oswald.

## Beschreibung und Ausstattung

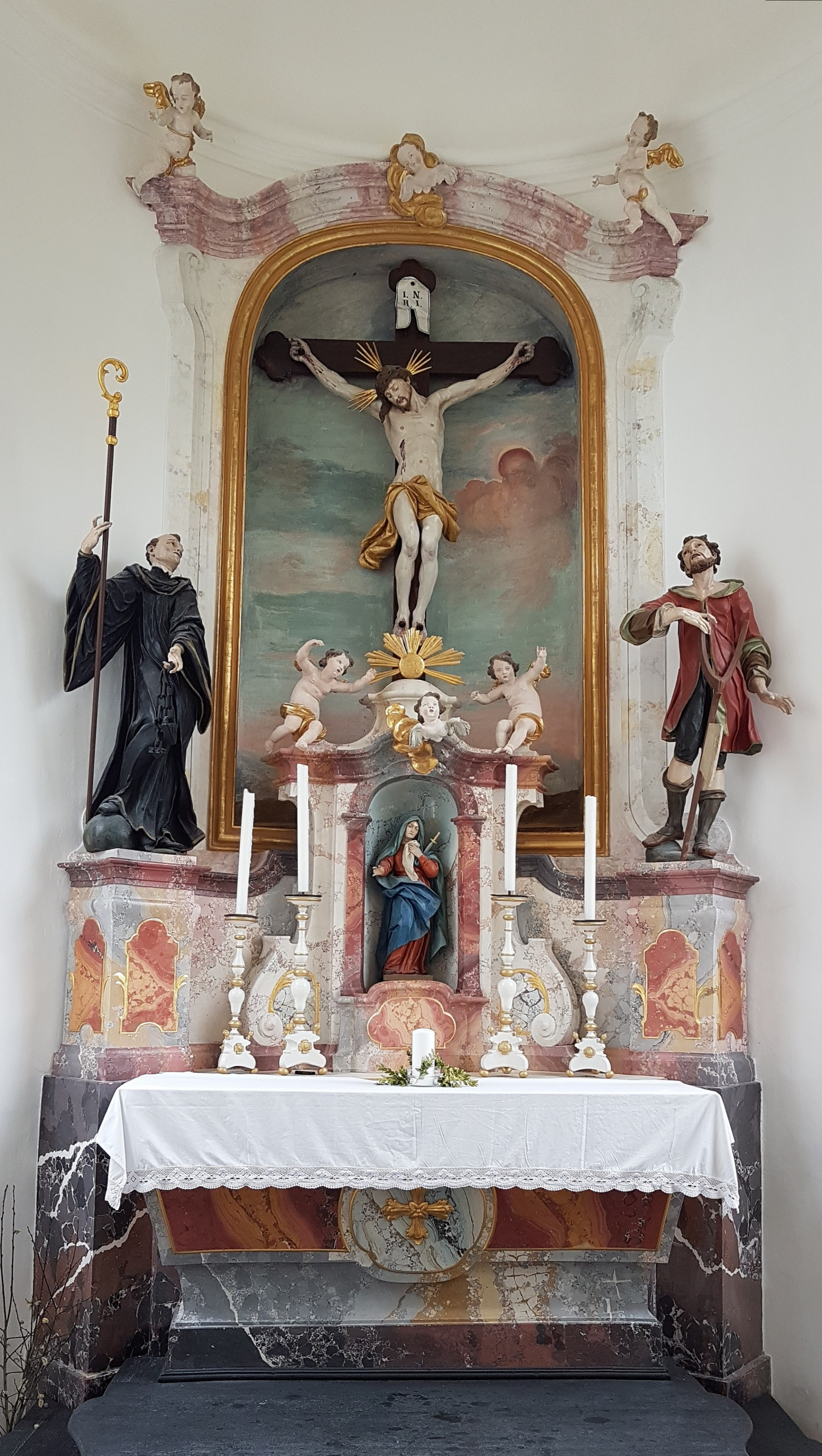
Altar

Der erdgeschossige Saalbau ist geostet und besitzt äußerlich eine Lisenen- und Pilastergliederung mit einem reich profilierten Gesimsband. Über der Westfassade sitzt der Giebelreiter mit geschwungener Haube. Im Innern des einjochigen Langhauses mit Tonnengewölbe und eingezogenem, einjochigem Chor mit Kuppelgewölbe befinden sich sparsamer Stuck und ein wirkungsvoller Hochaltar von Franz Xaver Schmädl.
Am Altar stehen neben dem zentralen Kruzifix Figuren der „Bauernheiligen“ Leonhard (links) und Isidor (rechts). Unterhalb des Kreuzes befindet sich in einer Nische eine kleinere Darstellung der Mater dolorosa. Über der Nische schweben, ebenso wie über dem den Altar bekrönenden Bogen, zwei Putten und ein Seraph.